# AIM-7 Sparrow
Die AIM-7 Sparrow (deutsch: Sperling)  ist eine überschallschnelle, radargesteuerte Luft-Luft-Rakete mittlerer Reichweite. Sie wurde in den 1950er-Jahren von den US-Unternehmen Hughes und General Dynamics (heute Raytheon) entwickelt. Auf Schiffen wird die RIM-7 Sea Sparrow eingesetzt.

## Entwicklung

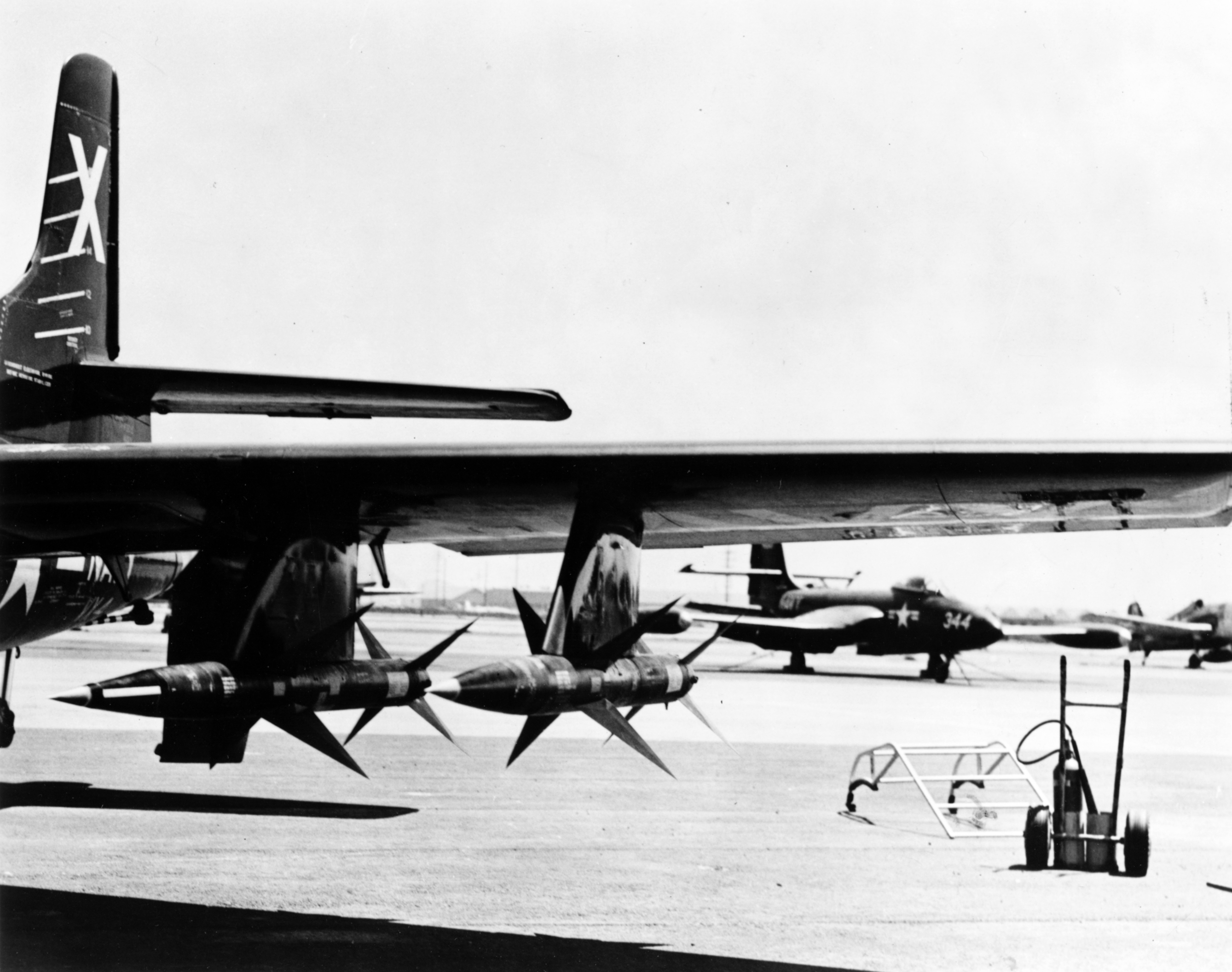
AIM-7A (Sparrow I) an einer Douglas F3D Mitte der 1950er-Jahre

Bereits 1947 vergab die US Navy einen Auftrag an das Unternehmen Sperry Corporation, in dem ein radargeführtes Lenksystem für die ungelenkte 12,7-cm-Rakete HVAR (High Velocity Aerial Rocket) gefordert wurde. Die ursprüngliche Bezeichnung lautete „KAS-1“, ab September 1947 „AAM-2“ und schließlich ab 1948 „AAM-N-2“. Der Durchmesser von 12,7 cm erwies sich während der Entwicklung schnell als zu klein, so dass ein 20,3-cm-Flugkörper entwickelt wurde. Der erste Tragtest des Prototyps fand 1948 statt. Da man technisches Neuland betrat, verlief die weitere Entwicklung nur langsam und in kleinen Schritten. Der erste erfolgreiche Abschuss eines Testzieles erfolgte im Dezember 1952. Die Einführung begann im Jahre 1956.

## Technik
Die Lenkung der Sparrow basiert auf dem Prinzip der semi-aktiven Radarführung. Hierbei besitzt die Rakete nur einen Signalempfänger, der selbst keine Radarsignale aussendet, sondern nur empfangen kann. Dies macht eine sogenannte „Beleuchtung“ des Zieles durch das Bordradar des Trägerflugzeuges nötig, was bedeutet, dass das Bordradar ununterbrochen Radarsignale in Richtung des Zieles aussendet (CW-Betriebsmodi). Der Suchkopf der Sparrow nutzt anschließend die reflektierte Radarenergie, um zum Ziel zu gelangen. Die Vorteile dieses Systems liegen in der kostengünstigen Produktion und der einfach zu integrierenden Technik. Nachteilig sind jedoch hohe Störanfälligkeit, begrenzte Reichweite und die Notwendigkeit der ununterbrochenen Zielbeleuchtung, wodurch das abfeuernde Trägerflugzeug selbst gefährlich lange entdeckbar bleibt.

## Zukunft
Als größte Schwächen der Sparrow galten lange Zeit die schlechte Flugleistung, die geringe Abschusswahrscheinlichkeit und die taktischen Nachteile der semi-aktiven Radarsteuerung. Dieser taktische Nachteil beruht auf der Notwendigkeit der Zielbeleuchtung mit dem Bordradar der Trägerplattform. So musste der Pilot nach dem Start der Lenkwaffe weiterhin auf das Ziel zufliegen, anstatt zu wenden und sich in Sicherheit zu bringen. Daher wurde die Sparrow, zumindest in US-Beständen, völlig durch die AIM-120 AMRAAM ersetzt. Diese verfügt über einen aktiven Radarsuchkopf, so dass sie nach dem Fire-and-Forget-Prinzip arbeiten kann. Des Weiteren ist sie der Sparrow in allen Leistungsparametern deutlich überlegen, was sie durch diverse Abschüsse unter Beweis gestellt hat.

## Varianten

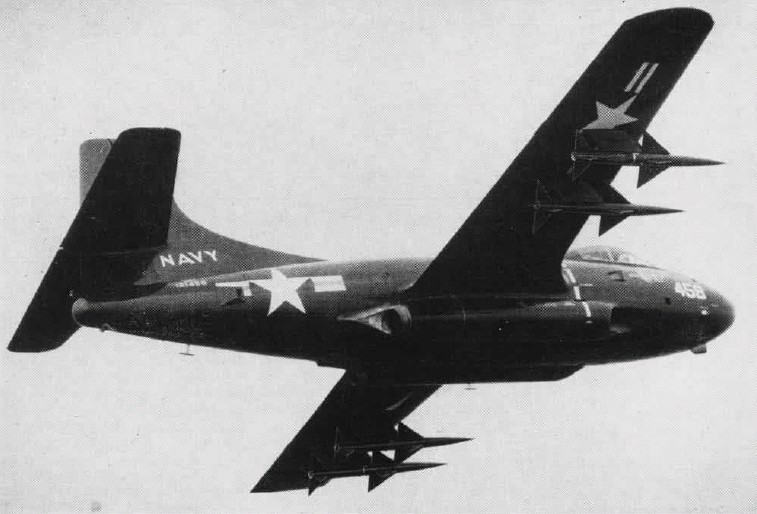
Vier AIM-7A unter den Tragflächen einer F3D (F-10) Skyknight

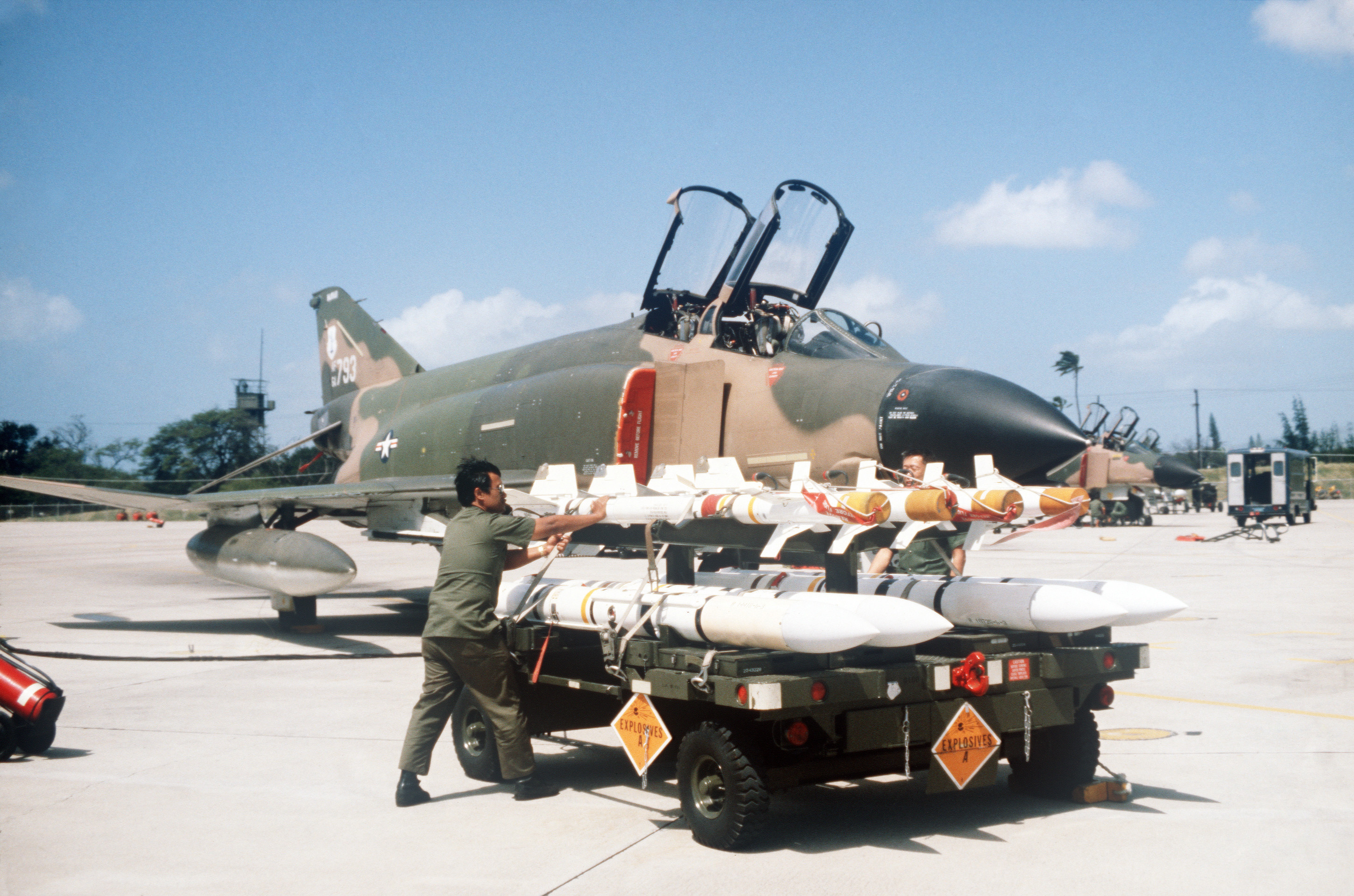
AIM-7E vor einer F-4C der Hawaii Air National Guard, 1980 (unten)

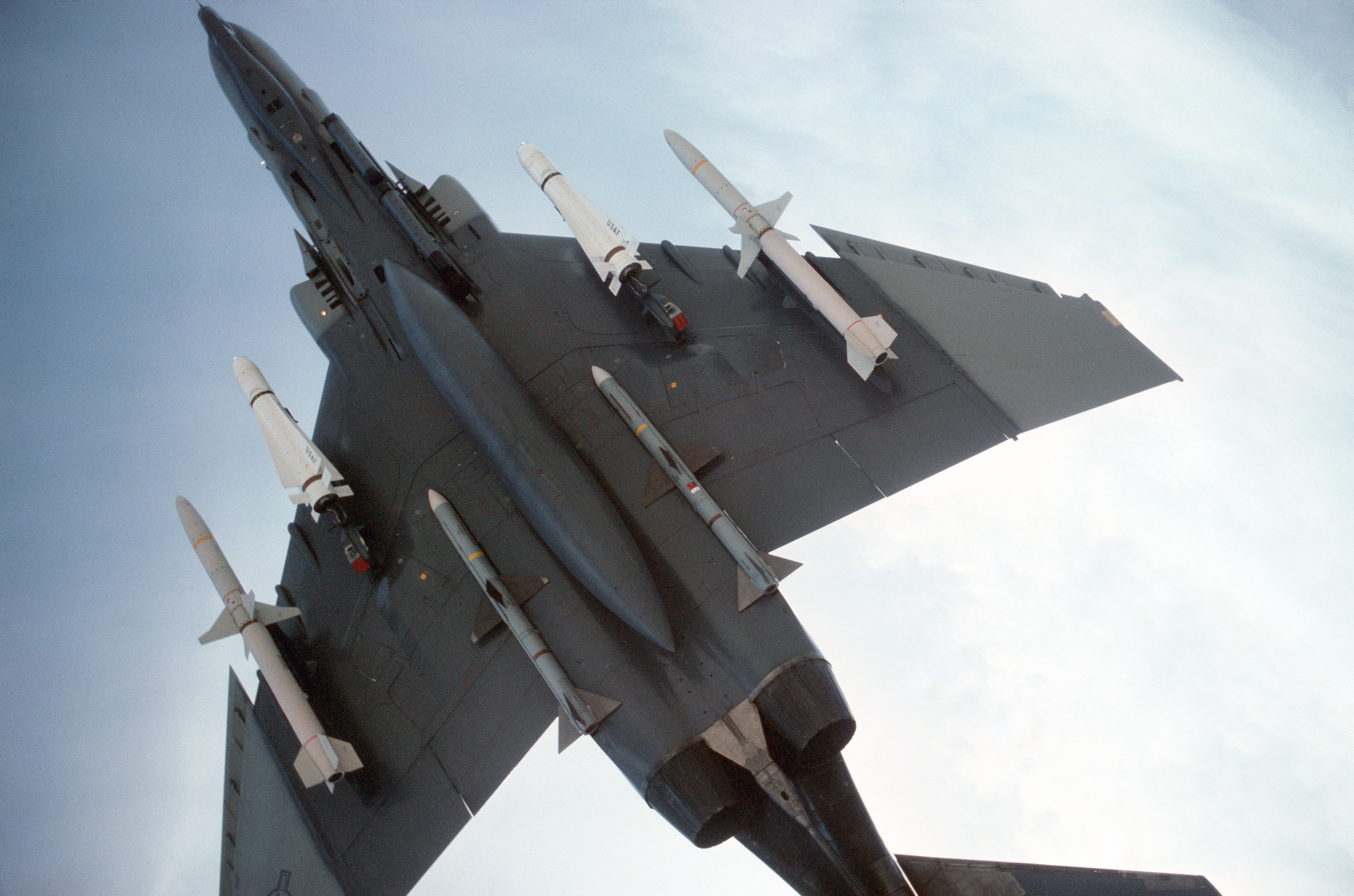
AIM-7F einer F-4G des 37th TFW, 1988 (am hinteren Rumpfsegment)

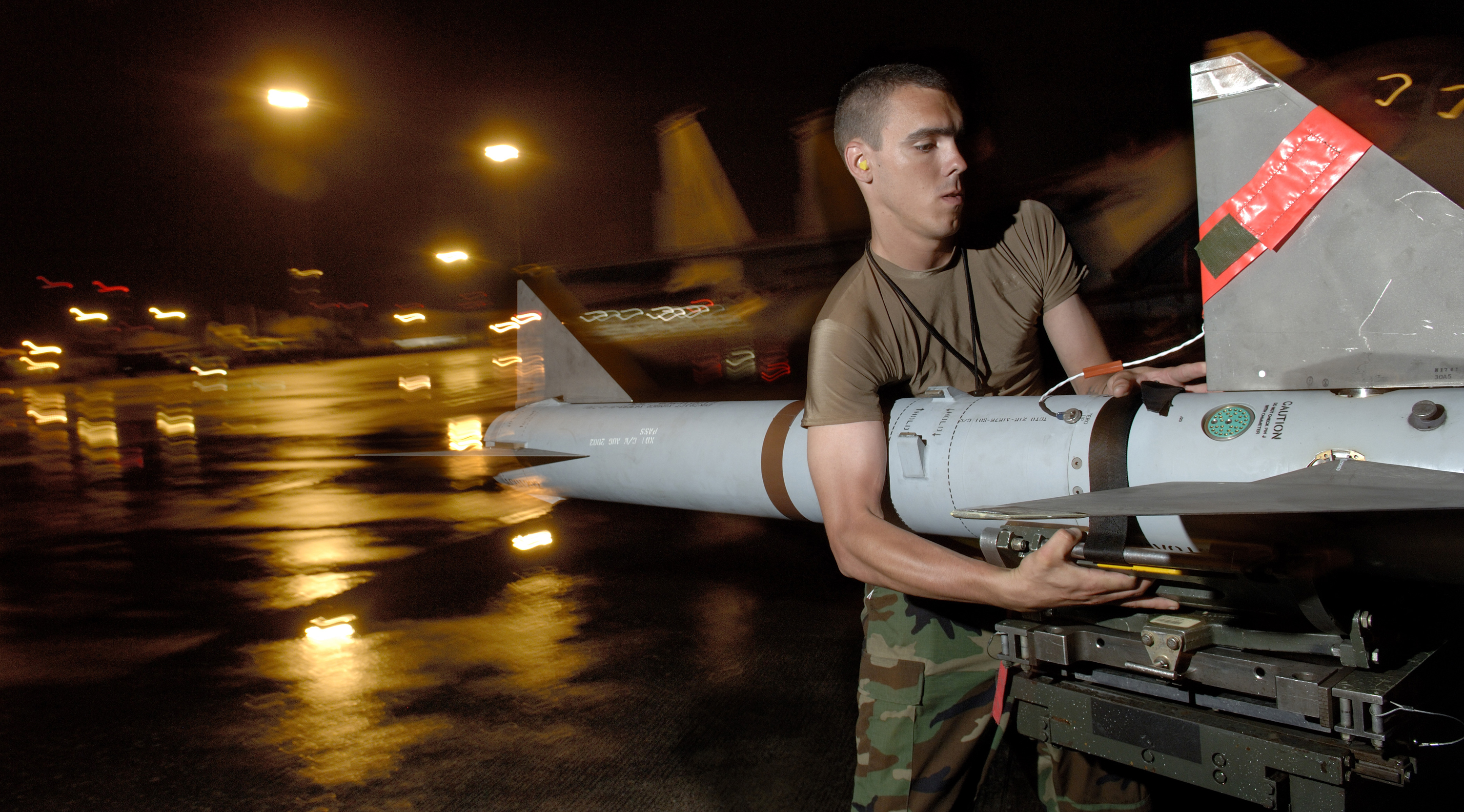
Eine AIM-7M wird montiert

Die Benennung der Sparrow wurde vor 1963 standardmäßig in der Form „AAM-N-X“ vorgenommen, wobei X für die jeweilige Modellnummer stand. Allerdings wurde im Jahre 1963 eine Reform des Bezeichnungssystems beschlossen, so dass auch die frühen Sparrow-Versionen als AIM-7 bezeichnet wurden.
- AIM-7A: Die Urvariante, die 1956 als Bewaffnung der Jagdflugzeuge F3H Demon und F7U Cutlass eingeführt wurde. Aufgrund der unausgereiften Technik nahm man diese Version schon einige Jahre später aus dem Dienst. Ursprünglich wurde die Rakete als „AAM-N-2 Sparrow I“ bezeichnet.
- AIM-7B: Diese Variante sollte auf dem Jagdflugzeugen F5D Skylancer zum Einsatz kommen. Gegenüber der AIM-7A-Variante wurde ein aktiver Radarsuchkopf angedacht. Im Jahre 1956 gab die US Navy die Entwicklung auf, so dass als künftige Trägerplattform die kanadische CF-105 Arrow Abfangjäger eingeplant wurde. Das Programm wurde jedoch im September 1958 endgültig abgebrochen. Diese Version ist auch unter dem Namen „AAM-N-3 Sparrow II“ bekannt.
- AIM-7C: Hierbei handelt es sich um die eigentliche Basisvariante der modernen Sparrow-Raketenfamilie. Die Rakete wurde im August 1958 eingeführt, insgesamt etwa 2000 Lenkwaffen produziert. Die ursprüngliche Bezeichnung lautet „AAM-N-6 Sparrow III“.
- AIM-7D: Die D-Variante stellt eine Weiterentwicklung des C-Designs dar. Verwendet wurden ein Raketenmotor auf Flüssigtreibstoffbasis sowie ein neuer Suchkopf, der mit höheren Zielgeschwindigkeiten und stärkerer Radarstörung umgehen konnte. Sie wurde auf der neuen F-4 Phantom II eingeführt. Es wurden etwa 7500 Lenkwaffen produziert.
- AIM-7E: Im Jahre 1963 wurde die Produktion auf diese Version umgestellt. Es kam wieder ein Raketenmotor des Herstellers Rocketdyne auf Feststoffbasis zum Einsatz, der die Flugleistungen der Rakete erheblich verbesserte. Die Produktion beläuft sich auf etwa 25.000 Exemplare.
  - AIM-7E-2: Aufgrund der schlechten Leistungen während des Vietnamkrieges wurde diese Rakete als Dogfight-Variante eingeführt. Sie hatte eine geringere Mindest-Schussentfernung, größere Steuerflächen, eine verbesserte Aerodynamik und einen verbesserten Näherungszünder.
  - AIM-7E-3: Diese Version umfasst weitere Verbesserungen im Bereich des Nährungszünders und der Zuverlässigkeit.
  - AIM-7E-4: Um die Leistung in Verbindung mit dem AN/AWG-9 der F-14 Tomcat zu verbessern wurde diese Variante eingeführt.
- AIM-7F: Im Januar 1972 begann Raytheon mit einer Weiterentwicklung der Sparrow. Zur Anwendung kam nun ein Dual-Schub-Raketenmotor. Bei diesem wird während der ersten Sekunden des Fluges („Boost“ genannt) ein Raketengemisch verwendet, das auf starke Beschleunigungen ausgelegt ist. Während des Marschfluges kommt anschließend ein Gemisch zum Einsatz, das auf eine lange Flugdauer ausgelegt ist. Hierdurch konnte die Reichweite erheblich gesteigert werden. Auch der Suchkopf wurde modernisiert. Dieser war nun zu modernen Doppler-Impuls-Radaren kompatibel und soweit verkleinert worden, dass man einen größeren Gefechtskopf einbauen konnte.
- AIM-7G: Diese Variante war für den Einsatz mit dem Jagdbomber F-111D Aardvark konzipiert und besaß einen neuen Suchkopf. Eine Serienproduktion fand nie statt.
- AIM-7M: Hierbei handelt es sich um die nächste Sparrow-Generation. Hauptmerkmal war der neue Monopuls-Radarsucher, der über „look-down/shoot-down“-Fähigkeiten verfügte. Des Weiteren wurden die ECCM-Kapazitäten verbessert und ein digitaler Prozessor mit programmierbarem EPROM eingeführt. Die Produktion begann 1982.
- AIM-7MH: Ein neuer Autopilot ermöglicht einen „Loft“-Modus, so dass eine Radarbeleuchtung des Zieles nur noch in der Endphase nötig ist.
- AIM-7N: Diese Variante sollte die Leistung in Kombination mit den Luftüberlegenheitsjägern vom Typ F-15 Eagle steigern, allerdings wurde sie nie in großen Stückzahlen gefertigt.
- AIM-7P: Diese neue Variante ist in zwei Blocks unterteilt worden:
  - AIM-7P Block I: Bei dieser Version wurde die Leistung im Tiefflug und der Näherungszünder verbessert.
  - AIM-7P Block II: Hierbei wurden die Computerkomponenten modernisiert, die nun über mehr Speicherbandbreite, ein EPROM und einen neuen Näherungszünder verfügten, sowie ein Empfänger im Heck eingebaut, über den die Waffe aktualisierte Zieldaten erhalten kann. Auch die Software erfuhr ein umfangreiches Update, so dass die Leistung gegenüber tieffliegenden Zielen in Verbindung mit dem neuen Zielsystem erheblich gesteigert wurde. Die ECCM-Kapazitäten wurden ebenfalls ausgebaut. Die Stückkosten belaufen sich auf etwa 165.000 USD.
- AIM-7Q: Über diese Version liegen keine gesicherten Daten vor. Es wird jedoch vermutet, dass ein zusätzlicher Infrarot-Suchkopf integriert werden sollte.
- AIM-7R: Diese Variante war als finale Sparrow-Version geplant. Sie sollte einen zusätzlichen IR-Suchkopf erhalten, um die Abschusswahrscheinlichkeit massiv zu steigern. Allerdings wurde die Entwicklung 1996 aufgrund zu hoher Kosten eingestellt.

### Sea Sparrow
Als die US Navy nach einem Luftverteidigungssystem für ihre Schiffe suchte, rückte die Sparrow in den Fokus, da sie bereits erprobt war und den Anforderungen der Marine entsprach. So wurde auf Basis der AIM-7E die RIM-7 Sea Sparrow konstruiert. Die Lenkwaffen unterscheiden sich meist nur unwesentlich voneinander, so dass bei jeder neuen Sparrow-Variante auch eine neue Sea-Sparrow-Version gefertigt wurde. Wie bei der Sparrow wurde die Rakete jedoch größtenteils von neueren Systemen abgelöst; im Falle der Sea Sparrow von der RIM-162 ESSM.

## Einsatz

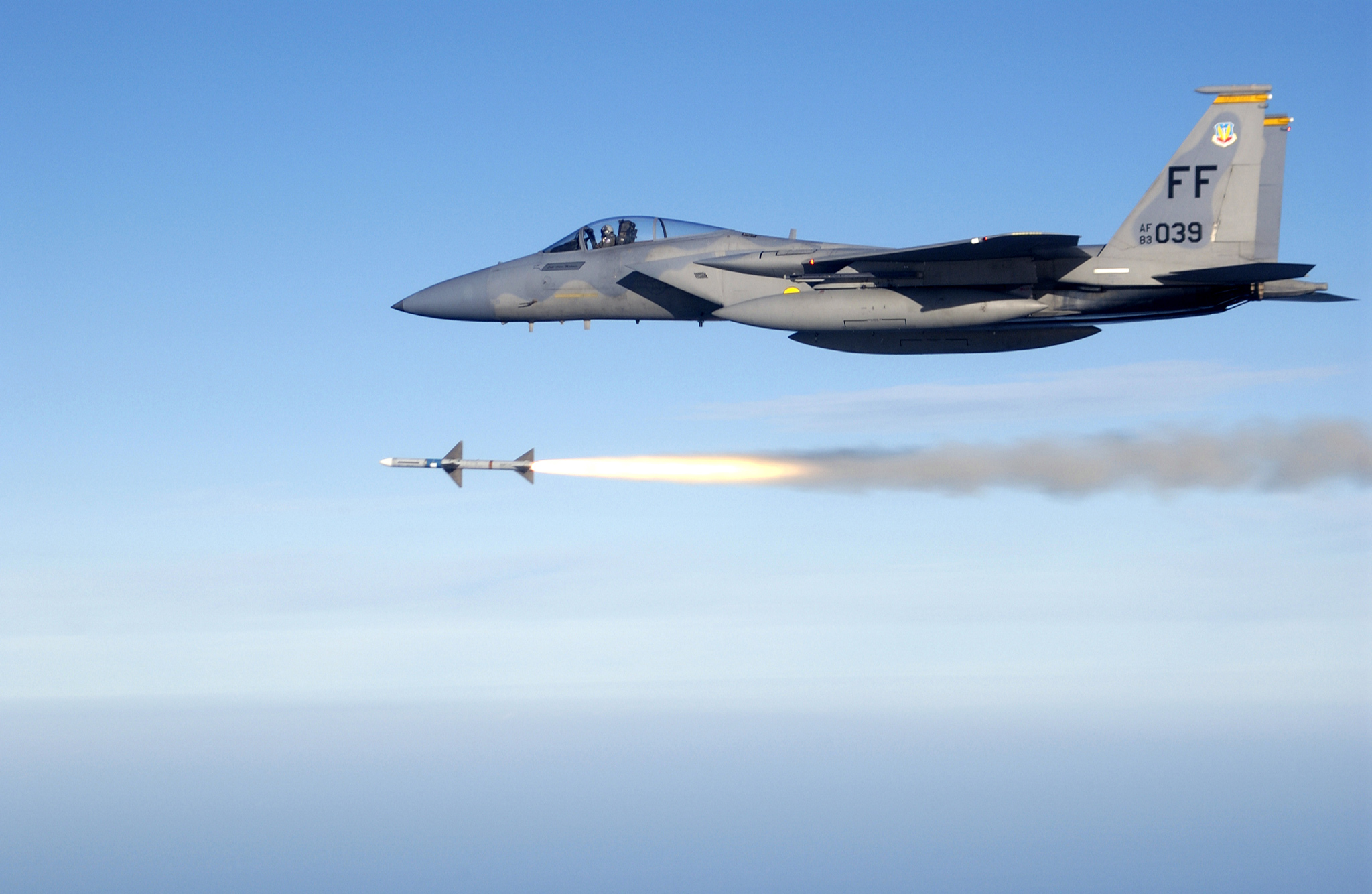
Eine F-15C Eagle feuert eine Sparrow ab

Die Sparrow kam zum ersten Mal während des Vietnamkrieges zum Einsatz, hauptsächlich die AIM-7D und AIM-7E. Der erste Abschuss erfolgte am 7. Juni 1965, als Navy-Maschinen des Typs F-4B Phantom zwei MiG-17 mit der Sparrow abschossen. Im Allgemeinen war die anfängliche Gefechtsleistung jedoch unbefriedigend. Hauptgrund war die fehlende Möglichkeit, ein Radarziel auf große Entfernung als Feind oder Freund zu identifizieren. Die Piloten mussten daher zur Identifizierung nahe an den Radarkontakt heranfliegen, so dass die überlegene Reichweite der Sparrow nicht genutzt werden konnte. Dieses Problem wurde durch die hohe Minimalschussentfernung von 1,5 km, und die schlechte Wendigkeit verschärft, was die Rakete somit für den Nahkampf nahezu unbrauchbar machte. Durch diese erheblichen Limitierungen erreichte die Sparrow eine Abschusswahrscheinlichkeit („kill probability“) von unter 10 %, was bedeutete, dass nur jede zehnte abgefeuerte Rakete ihr Ziel zerstören konnte. Auch die Einführung der neuen E-2- und E-3-Variante brachten keine entscheidenden Verbesserungen. Während des gesamten Krieges wurden 56 Abschüsse mit der Sparrow erzielt. Die Aufbereitung der Gefechtsergebnisse nach dem Krieg zeigte auch, dass die Piloten oft sehr verschwenderisch mit ihren BVR-Waffen umgingen. Daher wurde die United States Navy Fighter Weapons School ins Leben gerufen, besser bekannt als „Top Gun“, um den Umgang der Piloten mit diesen Lenkwaffen zu verbessern.
Israelischen F-15 gelang es 1981, zwei syrische Mach 2,5 schnelle MiG-25P mit Sparrows abzuschießen. Der letzte große Einsatz der Sparrow fand während des Zweiten Golfkrieges im Jahr 1991 statt. Es wurden bei einer Trefferquote von 68 % insgesamt 24 Abschüsse mit ihr erzielt, wobei die Abschussquote der eingesetzten AIM-7M aber immer noch verbesserungswürdige 40 % betrug.

## Nutzerstaaten
- Australien
- Ägypten
- Bahrain
- Belgien
- Dänemark
- Deutschland
- Griechenland
- Irak
- Iran
- Israel
- Italien
- Japan
- Jordanien
- Kanada
- Kuwait
- Malaysia
- Niederlande
- Norwegen
- Pakistan
- Portugal
- Saudi-Arabien
- Singapur
- Spanien
- Südkorea
- Taiwan
- Türkei
- Vereinigte Staaten
- Vereinigtes Königreich

Quellen:

## Einsatzflugzeuge
AIM-7
- Chance-Vought F7U-3M „Cutlass“
- Douglas F3D „Skyknight“
- Grumman F-14A/D „Tomcat“
- Lockheed-Martin F-16A/B „Fighting Falcon“
- Lockheed F-104S „Starfighter“
- McDonnell F3H-2M „Demon“
- McDonnell Douglas F-4 „Phantom II“
- McDonnell Douglas F-15 „Eagle“
- McDonnell Douglas F/A-18 „Hornet“
- Mitsubishi F-2

BAe Skyflash
- McDonnell Douglas F-4K/M „Phantom“ FG.1/FGR.2
- Panavia „Tornado“ ADV F2/F3
- Saab JA-37 „Viggen“

## Technische Daten
| System          | AIM-7A            | AIM-7B            | AIM-7C            | AIM-7E          | AIM-7F          | AIM-7M/P        |
| --------------- | ----------------- | ----------------- | ----------------- | --------------- | --------------- | --------------- |
| Länge           | 3,56 m            | 3,66 m            | 3,66 m            | 3,66 m          | 3,66 m          | 3,66 m          |
| Spannweite      | 94 cm             | 102 cm            | 102 cm            | 102 cm          | 102 cm          | 102 cm          |
| Durchmesser     | 20,3 cm           | 20,3 cm           | 20,3 cm           | 20,3 cm         | 20,3 cm         | 20,3 cm         |
| Startgewicht    | 143 kg            | 176 kg            | 172 kg            | 197 kg          | 231 kg          | 231 kg          |
| Antrieb         | Aerojet 1.8KS7800 | Aerojet 1.8KS7800 | Aerojet 1.8KS7800 | Rocketdyne Mk52 | Rocketdyne Mk58 | Rocketdyne Mk58 |
| Geschwindigkeit | Mach 2,5          | Mach 2,5          | Mach 4            | Mach 4          | Mach 4          | Mach 4          |
| Reichweite      | 10 km             | 7 km              | 11 km             | 30 km           | 70 km           | 70 km           |
| Gefechtskopf    | 20 kg             | 20 kg             | 30 kg Mk38        | 30 kg Mk38      | 39 kg Mk71      | 40 kg WDU-27/B  |

## Vergleichbare Systeme
- R-23
- R-27
- Aspide
- Skyflash